# Portada/efemèride novembre 11
Fèlix Amat de Palou i Pont
« 10 de novembre · 11 de novembre · 12 de novembre »